# Liv Alsterlund
Liv Theres Alsterlund (* 8. Juni 1971) ist eine schwedische Schauspielerin.

## Leben
Bekannt wurde Liv Alsterlund im deutschsprachigen Raum durch ihre Rolle als Lisabet in den Filmen und der Fernsehserie nach dem Roman Madita von Astrid Lindgren. Dort spielte sie, an der Seite von Jonna Liljendahl, die jüngere Schwester von Madita. Bis 1994 wirkte sie noch in einigen weiteren schwedischen Fernsehproduktionen mit, bis sie sich ins Privatleben zurückzog.
Alsterlund absolvierte ein Studium im Bereich Medien an der Universität Stockholm.

## Filmografie
- 1979: Madita (Madicken) (Fernsehserie)
- 1979: Madita (Du är inte klok, Madicken)
- 1980: Mannen som blev miljonär
- 1980: Madita und Pim (Madicken på Junibacken)
- 1982: En flicka på halsen
- 1982: Ein Herz aus Gold
- 1985: Vägen till Gyllenblå!
- 1991: Ett paradis utan biljard
- 1992: Tödliches Verlangen (Svart Lucia)
- 1994: Rapport till himlen